# 索菲伊夫卡 (克里維里赫區)
索菲伊夫卡（烏克蘭語：Софіївка），又按俄语名译为索菲耶夫卡，是位於烏克蘭東部的市級鎮，由第聶伯羅彼得羅夫斯克州克里維里赫區的索菲伊夫卡市鎮負責管轄。該鎮始建於1791至1796年，面積24.06平方公里，海拔高度94米，2013年人口7,146，人口密度每平方公里297人。